# Дмитровицька сільська рада (Кам'янецький район)
52°29′34″ пн. ш. 23°42′36″ сх. д. / 52.49278° пн. ш. 23.71000° сх. д.
Дми́тровицька сільська́ ра́да (біл. Дзьмі́травіцкі сельсавет) — адміністративно-територіальна одиниця у складі Кам'янецького району, Берестейської області Білорусі. Адміністративний центр сільської ради — агрогомістечко Дмитровичі.

## Географія
Дмитровицька сільська рада розташована на крайньому південному заході Білорусі, на заході Берестейської області, на північ від обласного та північний захід від районного центрів. На півночі вона межує із Каменюцькою, на сході — із Новицьковицькою сільськими радами, на південному-сході — із містом Кам'янець, на півдні — із Войською, а на заході — із Верховицькою сільськими радами (всі Кам'янецький район).
Великих озер та річок на території Дмитровицької сільської ради немає. Територія покрита густою сіткою меліоративних каналів басейну Західного Бугу.
Найвища точка сільської ради становить 177,3 м над рівнем моря і розташована за 1,5 км на схід від околиці села Станьковичі.
Територією сільради із півдня на північ проходить республіканська автомобільна дорога Р83, за маршрутом: Берестя — Каменюки, а з північного заходу на південний схід автомобільна дорога Р98, за маршрутом: П'ящатка — Свіслоч. Найближча залізнична станція — «Жабинка», на залізничній лінії Барановичі — Берестя.
До північного кордону сільради примикає державне заповідно-мисливське господарство — Біловезька пуща.

## Історія
Сільська рада була утворена 12 жовтня 1940 року у складі Кам'янецького району Брестської області (БРСР).

## Склад сільської ради
До складу Дмитровицької сільської ради входить 29 населених пунктів, із них 1 агромістечко та 28 сіл.
| Населений пункт | Статус         | Населення, осіб (2010)* | Координати                                                            |
| --------------- | -------------- | ----------------------- | --------------------------------------------------------------------- |
| Дмитровичі      | агрогомістечко | 588*                    | 52°17′9″ пн. ш. 23°18′37″ сх. д. / 52.28583° пн. ш. 23.31028° сх. д.  |
| Абрамове        | село           | 3*                      | 52°32′4″ пн. ш. 23°44′47″ сх. д. / 52.53444° пн. ш. 23.74639° сх. д.  |
| Білеве          | село           | 183                     | 52°25′42″ пн. ш. 23°45′27″ сх. д. / 52.42833° пн. ш. 23.75750° сх. д. |
| Велички         | село           | 9                       | 52°30′1″ пн. ш. 23°39′50″ сх. д. / 52.50028° пн. ш. 23.66389° сх. д.  |
| Внучки          | село           | 22                      | 52°28′56″ пн. ш. 23°44′29″ сх. д. / 52.48222° пн. ш. 23.74139° сх. д. |
| Ганцевичі       | село           | 36                      | 52°27′58″ пн. ш. 23°40′58″ сх. д. / 52.46611° пн. ш. 23.68278° сх. д. |
| Голенчиці       | село           | 34                      | 52°27′55″ пн. ш. 23°43′13″ сх. д. / 52.46528° пн. ш. 23.72028° сх. д. |
| Головчиці       | село           | 123                     | 52°27′55″ пн. ш. 23°41′34″ сх. д. / 52.46528° пн. ш. 23.69278° сх. д. |
| Городище        | село           | 28                      | 52°26′33″ пн. ш. 23°43′52″ сх. д. / 52.44250° пн. ш. 23.73111° сх. д. |
| Дашевичі        | село           | 42*                     | 52°30′37″ пн. ш. 23°44′2″ сх. д. / 52.51028° пн. ш. 23.73389° сх. д.  |
| Залішани        | село           | 14                      | 52°29′41″ пн. ш. 23°42′40″ сх. д. / 52.49472° пн. ш. 23.71111° сх. д. |
| Любашки         | село           | 46                      | 52°28′24″ пн. ш. 23°39′9″ сх. д. / 52.47333° пн. ш. 23.65250° сх. д.  |
| Маковище        | село           | 26*                     | 52°30′56″ пн. ш. 23°46′18″ сх. д. / 52.51556° пн. ш. 23.77167° сх. д. |
| Огородники      | село           | 8                       | 52°27′8″ пн. ш. 23°39′6″ сх. д. / 52.45222° пн. ш. 23.65167° сх. д.   |
| Осинники        | село           | 22                      | 52°31′32″ пн. ш. 23°39′13″ сх. д. / 52.52556° пн. ш. 23.65361° сх. д. |
| Панасюки        | село           | 16                      | 52°33′59″ пн. ш. 23°36′27″ сх. д. / 52.56639° пн. ш. 23.60750° сх. д. |
| Подомша         | село           | 119*                    | 52°30′5″ пн. ш. 23°45′18″ сх. д. / 52.50139° пн. ш. 23.75500° сх. д.  |
| Проходи         | село           | 37                      | 52°26′35″ пн. ш. 23°39′47″ сх. д. / 52.44306° пн. ш. 23.66306° сх. д. |
| Рожківка        | село           | 87                      | 52°31′55″ пн. ш. 23°41′38″ сх. д. / 52.53194° пн. ш. 23.69389° сх. д. |
| Сареве          | село           | 11                      | 52°26′32″ пн. ш. 23°46′32″ сх. д. / 52.44222° пн. ш. 23.77556° сх. д. |
| Синитичі        | село           | 21                      | 52°30′3″ пн. ш. 23°42′32″ сх. д. / 52.50083° пн. ш. 23.70889° сх. д.  |
| Станьковичі     | село           | 11                      | 52°27′9″ пн. ш. 23°40′50″ сх. д. / 52.45250° пн. ш. 23.68056° сх. д.  |
| Старишове       | село           | 2                       | 52°24′24″ пн. ш. 23°46′53″ сх. д. / 52.40667° пн. ш. 23.78139° сх. д. |
| Стовповиски     | село           | 13                      | 52°33′2″ пн. ш. 23°39′6″ сх. д. / 52.55056° пн. ш. 23.65167° сх. д.   |
| Тересини        | село           | 22                      | 52°30′17″ пн. ш. 23°41′28″ сх. д. / 52.50472° пн. ш. 23.69111° сх. д. |
| Хвоянівка       | село           | 22*                     | 52°31′33″ пн. ш. 23°43′17″ сх. д. / 52.52583° пн. ш. 23.72139° сх. д. |
| Ходоси          | село           | 517                     | 52°28′18″ пн. ш. 23°43′46″ сх. д. / 52.47167° пн. ш. 23.72944° сх. д. |
| Чвирки          | село           | 48                      | 52°33′43″ пн. ш. 23°38′9″ сх. д. / 52.56194° пн. ш. 23.63583° сх. д.  |
| Януші           | село           | 36                      | 52°30′18″ пн. ш. 23°39′17″ сх. д. / 52.50500° пн. ш. 23.65472° сх. д. |

* — відмічені «зірочкою» данні за 2010 рік, решта — за 2005.

## Населення
За переписом населення Білорусі 2009 року чисельність населення сільської ради становила 2034 особи.

### Національність
Розподіл населення за рідною національністю за даними перепису 2009 року:
| Національність                | Осіб | Відсоток |
| ----------------------------- | ---- | -------- |
| білоруси                      | 1764 | 86,73 %  |
| українці                      | 151  | 7,42 %   |
| росіяни                       | 90   | 4,42 %   |
| національність не повідомлена | 6    | 0,29 %   |
| поляки                        | 5    | 0,25 %   |
| молдовани                     | 4    | 0,20 %   |
| вірмени                       | 3    | 0,15 %   |
| латиші                        | 3    | 0,15 %   |
| національність не вказана     | 3    | 0,15 %   |
| узбеки                        | 1    | 0,05 %   |
| казахи                        | 1    | 0,05 %   |
| карели                        | 1    | 0,05 %   |
| комі                          | 1    | 0,05 %   |
| дві та більше національності  | 1    | 0,05 %   |
| Разом                         | 2034 | 100 %    |